# Delage Type DL
Der Delage Type DL war ein Pkw-Modell der französischen Marke Delage.

## Beschreibung
Die Zulassungsbehörde erteilte dem vorgeführten Fahrzeug mit der Nummer 16.418 am 10. Februar 1925 seine Genehmigung. Delage bot das Modell jedoch nicht an. Es wäre eine größere Ergänzung zum Delage Type DI gewesen. Erst im Folgejahr erschien mit dem Delage Type DM eine entsprechende Modellreihe.
Ein Sechszylindermotor trieb das Fahrzeug an. Er hatte 70 mm Bohrung und 105 mm Hub. Das ergab 2425 cm³ Hubraum und 13 Cheval fiscal. Die tatsächliche Motorleistung in PS ist nicht überliefert.
Die Abmessungen des Fahrgestells sowie die Aufbauten sind nicht bekannt.